# حسینعلی سعدی
حسینعلی سعدی  (زاده ۱۳۵۴ شاهرود) روحانی شیعه ایرانی، مجتهد، استاد تمام دانشگاه و مدرس حوزه علمیه و نماینده مجلس خبرگان رهبری است. وی همچنین رئیس دانشگاه امام صادق از سال ۱۳۹۷ تا ۱۴۰۲ بوده‌است.
او از سال ۱۳۸۹ تاکنون ریاست گروه فقه و حقوق و از سال ۹۱ تا ۹۷ ریاست دانشکده الهیات این دانشگاه را به عهده داشته و در مهرماه ۱۳۹۷ با انتخاب هیئت امنای جامعهٔ الامام صادق به ریاست دانشگاه امام صادق منصوب شد. وی در مهر ۱۴۰۰ با تصویب هیئت امنا در سمت ریاست دانشگاه ابقا شد.

## تحصیلات
سعدی، تحصیلات حوزوی خود را در حوزه علمیه قم آغاز نموده و دروس خارج را نزد سیدعلی خامنه ای – وحید خراسانی– هاشمی شاهرودی - سید موسی شبیری زنجانی- مؤمن قمی و محمد باقر باقری کنی گذرانده است. همچنین وی به‌صورت خصوصی نزد هاشمی شاهرودی تلمذ نموده‌است. در حوزه علمیه قم و در مدرسه آیت‌الله گلپایگانی از سال ۸۰ تا ۸۵ به عنوان استاد رسمی به تدریس سطح عالی حوزه علمیه مشغول بود و سپس با انتقال به حوزه علمیه تهران سطح عالی حوزه را در مدرسه عالی شهید مطهری و مدرسه علمیه علی‌بن ابیطالب ادامه داد.
وی هم‌اکنون به تدریس خارج فقه و اصول اشتغال دارد تا آنجا که درس خارج وی، مورد تأیید شورای عالی حوزه های علمیه قرار گرفته‌است.
سعدی فوق‌لیسانس خود را در رشته فلسفه از دانشگاه قم و دکترای خود را در رشته فقه و حقوق اسلامی از دانشگاه امام صادق اخذ کرد.

## فعالیت‌ها
سعدی در حوزه‌های نوین فقهی صاحب نظریه و کرسی است وی در حوزه پول و بانک، بیمه و بورس، روابط بین‌الملل و فقه سیاسی و فقه فرهنگ و ارتباطات و مباحث نوین فقه کیفری دارای اثر و صاحب‌نظر می‌باشد و رساله‌های متعددی را در مقطع دکتری و ارشد راهنمایی نموده و کتب و مقالات متعددی از وی در نشریه‌های معتبر به چاپ رسیده‌است.

## زندگی
سعدی در انتخابات میاندوره ای مجلس خبرگان رهبری ۱۴۰۰ از استان تهران کاندیدا شد و به عنوان نفر دوم به مجلس راه یافت. همچنین در انتخابات دوره ششم با کسب رتبه سوم دوباره از حوزه تهران به مجلس خبرگان راه یافت. وی از جمله خطبای مشهور است که در بیت رهبری، حرم امام رضا(ع) و مسجد ارک تهران سخنرانی نموده‌است.